# Dalima homora
Dalima homora là một loài bướm đêm trong họ Geometridae.